# Dacia (automerk)
Dacia (voluit S.C. Automobile Dacia S.A.) is een automerk, en van oorsprong een Roemeense autofabrikant, opgericht in 1966 onder de naam Uzina de Autoturisme Pitești (UAP), letterlijk Autofabriek Pitești. Sinds 1999 behoort de fabriek volledig tot de Franse Renault-groep. De naam verwijst naar het oude Dacië, ongeveer het huidige Roemenië en Moldavië. In 2014 werden zo'n 510.000 voertuigen van dit merk verkocht.

## Geschiedenis

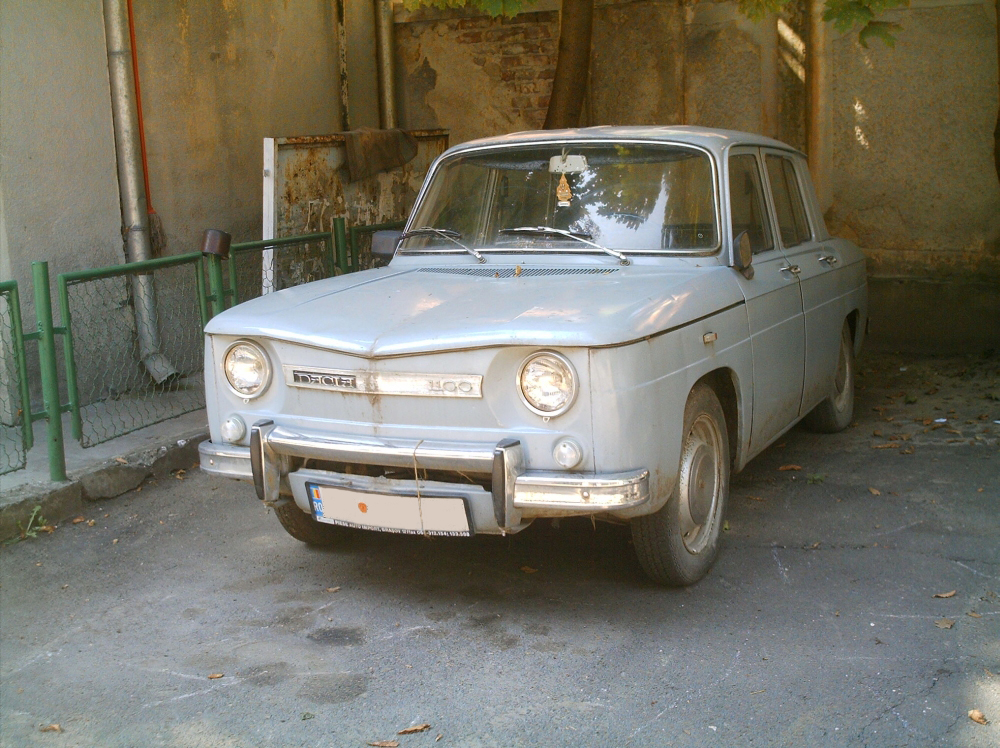
Dacia 1100

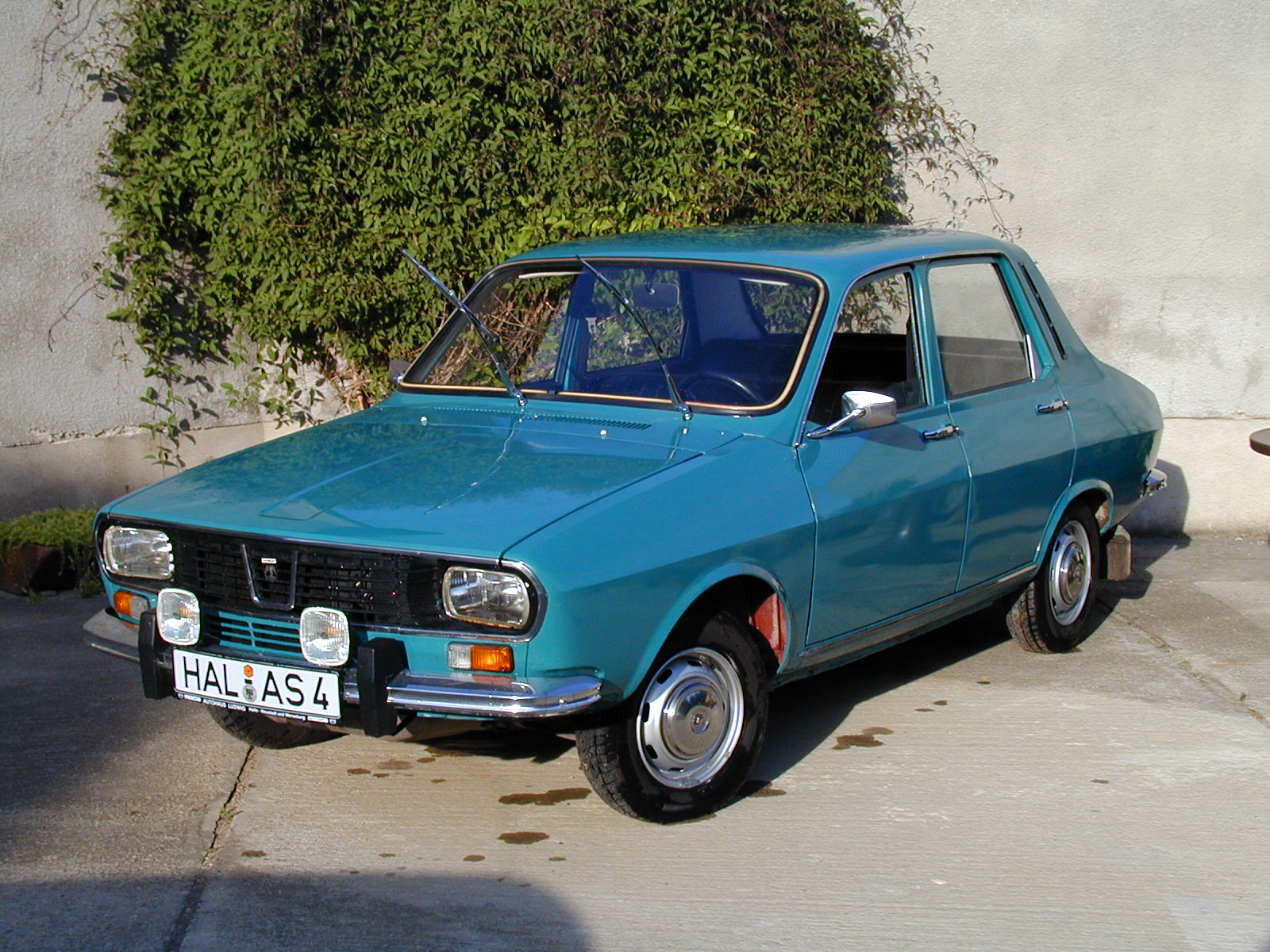
Dacia 1300

De fabriek werd in 1952 in Colibași (tegenwoordig: Mioveni, een voorstad van Pitești) opgericht als fabriek voor onderdelen voor vrachtwagens. De leveringen waren vooral bedoeld voor de vrachtwagenfabriek in Brașov. Na modernisering van de fabriek werd in 1967 de basis gelegd voor de uitbreiding tot personenautofabriek. Al in de eerste fase van de opbouw van productiefaciliteiten gebruikte men de ondersteuning van specialisten van de Franse Renault-fabriek.
Op 20 augustus 1968 liep de eerste personenwagen van het type Dacia 1100 van de band. In 1969 begon de montage van de Dacia 1300, een licentie van de Renault 12 die door Dacia in vele varianten gebouwd zou worden. Van dit basismodel rolde in juli 2004 het laatste exemplaar als Berlina van de band. Dit betekende het einde van een tijdperk van bijna 35 jaar waarin de auto, net als de Oost-Duitse Trabant, uitgroeide tot een symbool van het communisme en het straatbeeld in Roemenië nadrukkelijk bepaalde. De auto werd ook in versies gebouwd die nooit door Renault gevoerd werden, zoals een Pick-up met enkele of dubbele cabine, deze uitvoering werd in de volksmond Papuc (pantoffel) genoemd.
Onder de typebenamingen Dacia 18 en Dacia 2000 werden begin jaren tachtig uit originele onderdelen en in geringe aantallen de Renault 18 en Renault 20 gemonteerd. Een oorspronkelijk voorziene productie van de R18 in grote aantallen werd ten gunste van eigen ontwikkelingen gestaakt. In 1986 werd, na 6 jaar ontwikkelingstijd, de Dacia 500 met als bijnaam Lăstun (zwaluw) voorgesteld, deze was bedoeld om de massamotorisering in Roemenië goed op gang te brengen, hiervoor werd in Timișoara de fabriek IAT (Interprinderea de Autoturisme Timișoara, voorheen Tehnometal) omgebouwd. Eind jaren tachtig kwam de productie moeizaam op gang maar een succes zou het niet worden.

### Na de omwenteling

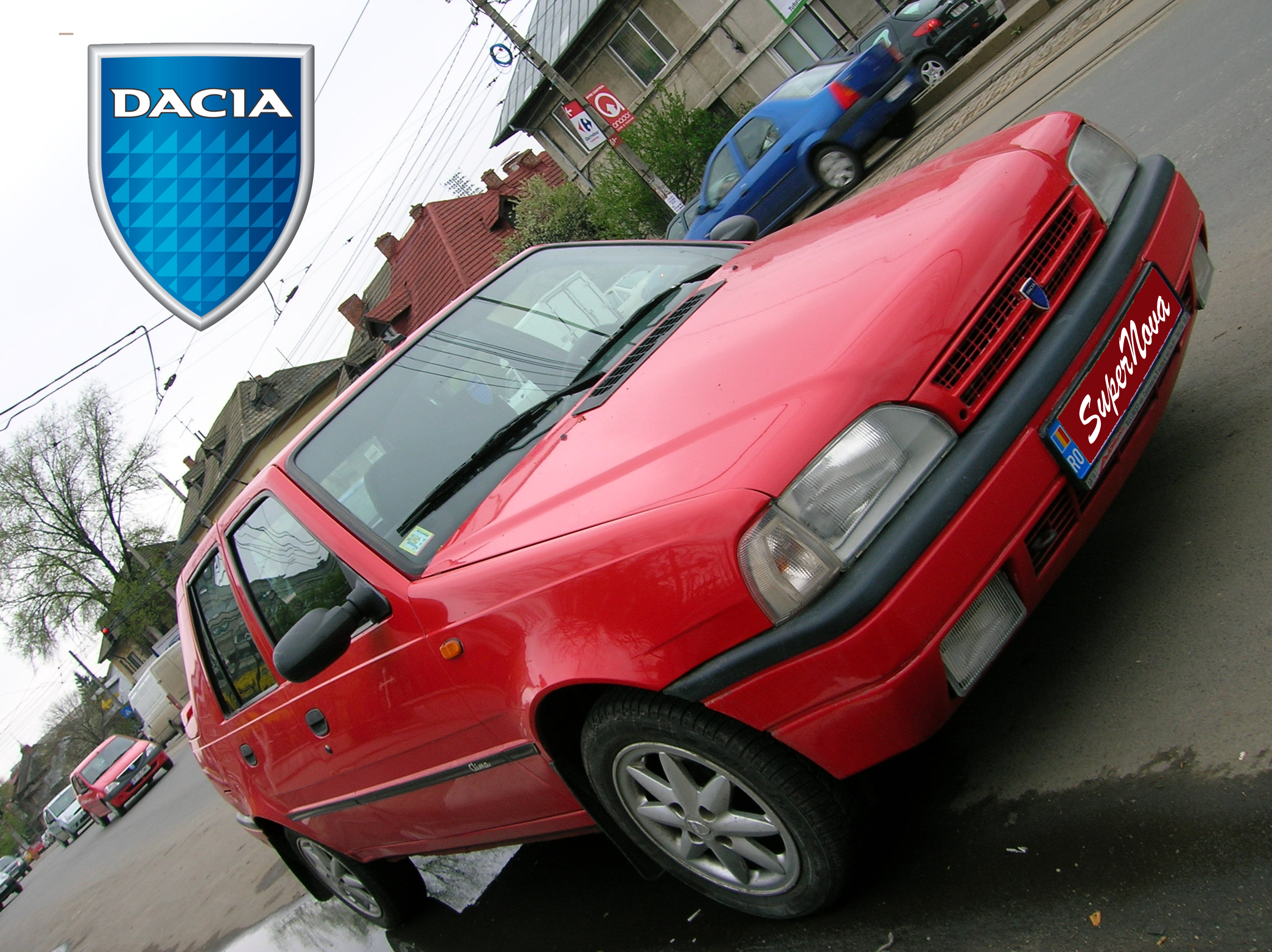
Dacia SupeRNova

Na de Roemeense Revolutie kwamen met de opening naar West-Europa goedkope gebruikte auto's het land in, de productiecijfers daalden. Dacia ging op zoek naar een technologiepartner en ging een losse samenwerking aan met Peugeot. Het resultaat was de Dacia Nova (lancering in 1995) die enigszins leek op de Peugeot 309 maar was voorzien van de oude Dacia-motoren.
Eind jaren negentig begon Renault zich voor Dacia te interesseren en kocht in 1999 meerderheidsaandelen. De eerste belangrijke verandering was de aanpassing van de Dacia Nova met nieuwere motoren van Renault en de introductie van dieselmodellen, vanaf dat moment onder de naam SupeRNova en na optische wijzigingen in 2003 als Solenza. De productie van de Solenza eindigde begin 2005.

### Overname door Renault

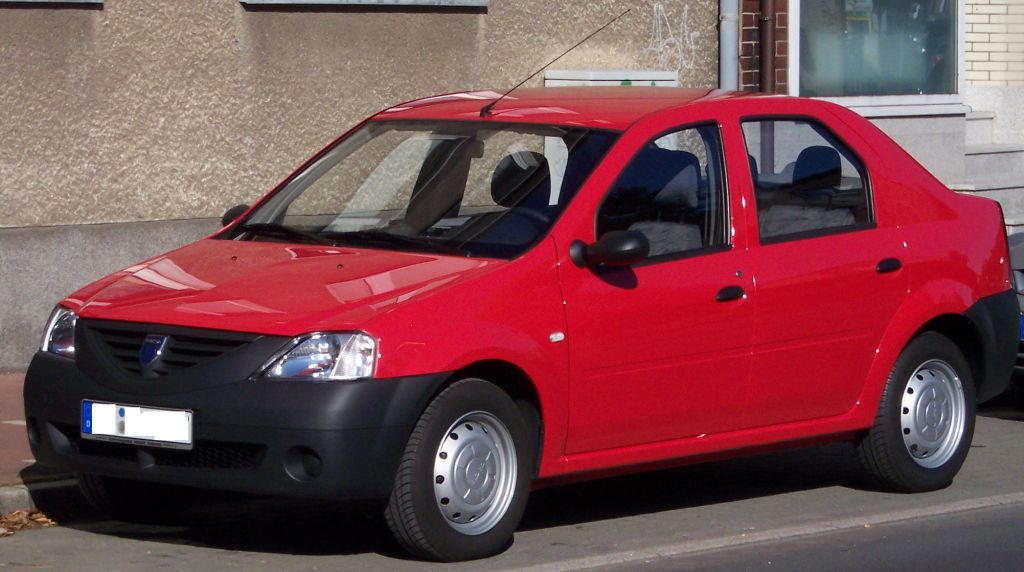
Dacia Logan

In september 1999 werd Dacia volledig eigendom van Renault. Onder de vleugels van Renault kreeg Dacia de mogelijkheden om verder te groeien. De opvolger voor de Dacia 1300 moest een "5000 Euro-Auto" worden en in 2004 begon de productie van de Logan, op verschillende exportmarkten ook als Renault Logan aangeboden. De eerste generatie Logan werd afhankelijk van de regio voor zo'n € 7000 tot € 8.495 verkocht. Dit was ongeveer tweemaal zoveel als de laatste Dacia 1300 kostte, maar voor dat geld voldeed de auto wel aan alle eisen van de moderne tijd.
De Logan MCV, een medium formaat 5- of 7-persoonsauto met 2350 liter bagageruimte, was in 2007 een succes, de bestellingen van begin 2007 konden pas eind van dat jaar worden geleverd. In mei 2008 beleefde de Sandero, een vijfdeurs hatchback, zijn première tijdens de Nederlandse Dacia Meeting. In maart 2009 werd de Duster op de Autosalon van Genève getoond, een cross-over conceptcar die de toekomstvisie van Dacia liet zien. Een jaar later ging de Duster in productie.
Naast de oorspronkelijke Dacia-fabriek in Mioveni bevindt zich een secundaire fabriek in Rusland om de populariteit van de Logan op te vangen. De Logan MCV wordt in Rusland ook verkocht als Lada Largus. Sinds 2012 wordt het nieuwe model Lodgy in Tanger (Marokko) in een gloednieuwe zero-emission fabriek geassembleerd.

## Modellen
- Dacia 1100 (1968-1970)
- Dacia 1300 (sedan) en 1301, later 1210, 1310, 1410 en Berlina, Dacia Denem in het Verenigd Koninkrijk (1969-2004)
- Dacia 1300 Break (combi), later 1310 en Break (1971-2004)
- Dacia 1302 (pick-up), later 1304, 1305, 1307 (dubbele cabine) en 1309 (1976-2009)
- Dacia 1310 en 1410 Sport (coupé), ook Brașovia (1984-1989)
- Dacia 1320 (hatchback), later 1325 Liberta (1988-1996)
- Dacia D6 (1975-1978)
- Dacia 18 (1978)
- Dacia 2000 (1980)
- Dacia Duster I, deze naam werd in sommige exportlanden gebruikt voor de ARO 10 (1985-2005)
- Dacia 500 (1988-1991)
- Dacia Nova (1995-2000)
- Dacia SupeRNova (2000-2003)
- Dacia Solenza (2003-2005)
- Dacia Logan (2004-)
- Dacia Logan MCV (combi)
- Dacia Logan Van (gesloten bestelauto)
- Dacia Logan Pick-up
- Dacia Sandero (2008-)
- Dacia Sandero Stepway
- Dacia Duster (SUV) (2010-)
- Dacia Lodgy (MPV) (2012-2022)
- Dacia Dokker (2012-2021)
- Dacia Dokker Van (bestelauto) (2012-)
- Dacia Spring Electric (100% elektrisch) (2021-)
- Dacia Jogger (2022-)

## Tijdlijn
| Dacia-modellen van 1968 tot heden | Dacia-modellen van 1968 tot heden  | Dacia-modellen van 1968 tot heden  | Dacia-modellen van 1968 tot heden  | Dacia-modellen van 1968 tot heden  | Dacia-modellen van 1968 tot heden  | Dacia-modellen van 1968 tot heden  | Dacia-modellen van 1968 tot heden  | Dacia-modellen van 1968 tot heden  | Dacia-modellen van 1968 tot heden  | Dacia-modellen van 1968 tot heden  | Dacia-modellen van 1968 tot heden  | Dacia-modellen van 1968 tot heden  | Dacia-modellen van 1968 tot heden  | Dacia-modellen van 1968 tot heden  | Dacia-modellen van 1968 tot heden  | Dacia-modellen van 1968 tot heden  | Dacia-modellen van 1968 tot heden  | Dacia-modellen van 1968 tot heden  | Dacia-modellen van 1968 tot heden  | Dacia-modellen van 1968 tot heden  | Dacia-modellen van 1968 tot heden  | Dacia-modellen van 1968 tot heden  | Dacia-modellen van 1968 tot heden  | Dacia-modellen van 1968 tot heden  | Dacia-modellen van 1968 tot heden  | Dacia-modellen van 1968 tot heden  | Dacia-modellen van 1968 tot heden  | Dacia-modellen van 1968 tot heden  | Dacia-modellen van 1968 tot heden  | Dacia-modellen van 1968 tot heden  | Dacia-modellen van 1968 tot heden  | Dacia-modellen van 1968 tot heden | Dacia-modellen van 1968 tot heden | Dacia-modellen van 1968 tot heden | Dacia-modellen van 1968 tot heden | Dacia-modellen van 1968 tot heden | Dacia-modellen van 1968 tot heden | Dacia-modellen van 1968 tot heden | Dacia-modellen van 1968 tot heden | Dacia-modellen van 1968 tot heden | Dacia-modellen van 1968 tot heden | Dacia-modellen van 1968 tot heden | Dacia-modellen van 1968 tot heden | Dacia-modellen van 1968 tot heden | Dacia-modellen van 1968 tot heden | Dacia-modellen van 1968 tot heden | Dacia-modellen van 1968 tot heden | Dacia-modellen van 1968 tot heden | Dacia-modellen van 1968 tot heden | Dacia-modellen van 1968 tot heden | Dacia-modellen van 1968 tot heden | Dacia-modellen van 1968 tot heden | Dacia-modellen van 1968 tot heden | Dacia-modellen van 1968 tot heden | Dacia-modellen van 1968 tot heden | Dacia-modellen van 1968 tot heden | Dacia-modellen van 1968 tot heden |
| --------------------------------- | ---------------------------------- | ---------------------------------- | ---------------------------------- | ---------------------------------- | ---------------------------------- | ---------------------------------- | ---------------------------------- | ---------------------------------- | ---------------------------------- | ---------------------------------- | ---------------------------------- | ---------------------------------- | ---------------------------------- | ---------------------------------- | ---------------------------------- | ---------------------------------- | ---------------------------------- | ---------------------------------- | ---------------------------------- | ---------------------------------- | ---------------------------------- | ---------------------------------- | ---------------------------------- | ---------------------------------- | ---------------------------------- | ---------------------------------- | ---------------------------------- | ---------------------------------- | ---------------------------------- | ---------------------------------- | ---------------------------------- | --------------------------------- | --------------------------------- | --------------------------------- | --------------------------------- | --------------------------------- | --------------------------------- | --------------------------------- | --------------------------------- | --------------------------------- | --------------------------------- | --------------------------------- | --------------------------------- | --------------------------------- | --------------------------------- | --------------------------------- | --------------------------------- | --------------------------------- | --------------------------------- | --------------------------------- | --------------------------------- | --------------------------------- | --------------------------------- | --------------------------------- | --------------------------------- | --------------------------------- | --------------------------------- |
| Type                              | 1960                               | 1960                               | 1970                               | 1970                               | 1970                               | 1970                               | 1970                               | 1970                               | 1970                               | 1970                               | 1970                               | 1970                               | 1980                               | 1980                               | 1980                               | 1980                               | 1980                               | 1980                               | 1980                               | 1980                               | 1980                               | 1980                               | 1990                               | 1990                               | 1990                               | 1990                               | 1990                               | 1990                               | 1990                               | 1990                               | 1990                               | 1990                              | 2000                              | 2000                              | 2000                              | 2000                              | 2000                              | 2000                              | 2000                              | 2000                              | 2000                              | 2000                              | 2010                              | 2010                              | 2010                              | 2010                              | 2010                              | 2010                              | 2010                              | 2010                              | 2010                              | 2010                              | 2020                              | 2020                              | 2020                              | 2020                              | 2020                              |
| Type                              | 8                                  | 9                                  | 0                                  | 1                                  | 2                                  | 3                                  | 4                                  | 5                                  | 6                                  | 7                                  | 8                                  | 9                                  | 0                                  | 1                                  | 2                                  | 3                                  | 4                                  | 5                                  | 6                                  | 7                                  | 8                                  | 9                                  | 0                                  | 1                                  | 2                                  | 3                                  | 4                                  | 5                                  | 6                                  | 7                                  | 8                                  | 9                                 | 0                                 | 1                                 | 2                                 | 3                                 | 4                                 | 5                                 | 6                                 | 7                                 | 8                                 | 9                                 | 0                                 | 1                                 | 2                                 | 3                                 | 4                                 | 5                                 | 6                                 | 7                                 | 8                                 | 9                                 | 0                                 | 1                                 | 2                                 | 3                                 | 4                                 |
| Miniklasse                        |                                    |                                    |                                    |                                    |                                    |                                    |                                    |                                    |                                    |                                    |                                    |                                    |                                    |                                    |                                    |                                    |                                    |                                    |                                    |                                    | 500                                | 500                                | 500                                | 500                                |                                    |                                    |                                    |                                    |                                    |                                    |                                    |                                   |                                   |                                   |                                   |                                   |                                   |                                   |                                   |                                   |                                   |                                   |                                   |                                   |                                   |                                   |                                   |                                   |                                   |                                   |                                   |                                   |                                   | Spring Electric                   | Spring Electric                   | Spring Electric                   | Spring Electric                   |
| Compacte klasse                   |                                    |                                    |                                    |                                    |                                    |                                    |                                    |                                    |                                    |                                    |                                    |                                    |                                    |                                    |                                    |                                    |                                    |                                    |                                    |                                    |                                    |                                    |                                    |                                    |                                    |                                    |                                    |                                    |                                    |                                    |                                    |                                   |                                   |                                   |                                   |                                   |                                   |                                   |                                   |                                   | Sandero I                         | Sandero I                         | Sandero I                         | Sandero I                         | Sandero II                        | Sandero II                        | Sandero II                        | Sandero II                        | Sandero II                        | Sandero II                        | Sandero II                        | Sandero II                        | Sandero III                       | Sandero III                       | Sandero III                       | Sandero III                       | Sandero III                       |
| Compacte middenklasse             | 1100                               | 1100                               | 1100                               | 1100                               |                                    |                                    |                                    |                                    |                                    |                                    |                                    |                                    |                                    |                                    |                                    |                                    |                                    |                                    |                                    |                                    |                                    |                                    |                                    |                                    |                                    |                                    |                                    | Nova                               | Nova                               | Nova                               | Nova                               | Nova                              | SupeRNova                         | SupeRNova                         | SupeRNova                         | Solenza                           | Solenza                           | Solenza                           |                                   |                                   |                                   |                                   |                                   |                                   |                                   |                                   |                                   |                                   |                                   |                                   |                                   |                                   |                                   |                                   |                                   |                                   |                                   |
| Middenklasse                      |                                    | 1300                               | 1300                               | 1300                               | 1300                               | 1300                               | 1300                               | 1300                               | 1300                               | 1300                               | 1300                               | 1310                               | 1310                               | 1310                               | 1310                               | 1310                               | 1310                               | 1310                               | 1310                               | 1310                               | 1310                               | 1310                               | 1310                               | 1310                               | 1310                               | 1310                               | 1310                               | 1310                               | 1310                               | 1310                               | 1310                               | 1310                              | 1310                              | 1310                              | 1310                              | 1310                              | Logan I                           | Logan I                           | Logan I                           | Logan I                           | Logan I                           | Logan I                           | Logan I                           | Logan I                           | Logan II                          | Logan II                          | Logan II                          | Logan II                          | Logan II                          | Logan II                          | Logan II                          | Logan II                          | Logan III                         | Logan III                         | Logan III                         | Logan III                         | Logan III                         |
| Middenklasse                      |                                    |                                    |                                    |                                    |                                    |                                    |                                    |                                    |                                    |                                    |                                    |                                    |                                    |                                    |                                    |                                    |                                    |                                    |                                    | 1320                               | 1320                               | 1320                               | 1320                               | 1325 Liberta                       | 1325 Liberta                       | 1325 Liberta                       | 1325 Liberta                       | 1325 Liberta                       | 1325 Liberta                       |                                    |                                    |                                   |                                   |                                   |                                   |                                   |                                   |                                   |                                   |                                   |                                   |                                   |                                   |                                   |                                   |                                   |                                   |                                   |                                   |                                   |                                   |                                   |                                   |                                   |                                   |                                   |                                   |
| Middenklasse                      |                                    |                                    |                                    |                                    |                                    |                                    |                                    |                                    |                                    | 18                                 |                                    |                                    |                                    |                                    |                                    |                                    |                                    |                                    |                                    |                                    |                                    |                                    |                                    |                                    |                                    |                                    |                                    |                                    |                                    |                                    |                                    |                                   |                                   |                                   |                                   |                                   |                                   |                                   |                                   |                                   |                                   |                                   |                                   |                                   |                                   |                                   |                                   |                                   |                                   |                                   |                                   |                                   |                                   |                                   |                                   |                                   |                                   |
| Hogere middenklasse               |                                    |                                    |                                    |                                    |                                    |                                    |                                    |                                    |                                    |                                    |                                    |                                    | 2000                               | 2000                               | 2000                               |                                    |                                    |                                    |                                    |                                    |                                    |                                    |                                    |                                    |                                    |                                    |                                    |                                    |                                    |                                    |                                    |                                   |                                   |                                   |                                   |                                   |                                   |                                   |                                   |                                   |                                   |                                   |                                   |                                   |                                   |                                   |                                   |                                   |                                   |                                   |                                   |                                   |                                   |                                   |                                   |                                   |                                   |
| Coupé                             |                                    |                                    |                                    |                                    |                                    |                                    |                                    |                                    |                                    |                                    |                                    |                                    |                                    |                                    |                                    | 1410 Sport                         | 1410 Sport                         | 1410 Sport                         | 1410 Sport                         | 1410 Sport                         | 1410 Sport                         | 1410 Sport                         | 1410 Sport                         | 1410 Sport                         | 1410 Sport                         |                                    |                                    |                                    |                                    |                                    |                                    |                                   |                                   |                                   |                                   |                                   |                                   |                                   |                                   |                                   |                                   |                                   |                                   |                                   |                                   |                                   |                                   |                                   |                                   |                                   |                                   |                                   |                                   |                                   |                                   |                                   |                                   |
| Mini SUV                          |                                    |                                    |                                    |                                    |                                    |                                    |                                    |                                    |                                    |                                    |                                    |                                    |                                    |                                    |                                    |                                    |                                    |                                    |                                    |                                    |                                    |                                    |                                    |                                    |                                    |                                    |                                    |                                    |                                    |                                    |                                    |                                   |                                   |                                   |                                   |                                   |                                   |                                   |                                   |                                   |                                   | Sandero Stepway I                 | Sandero Stepway I                 | Sandero Stepway I                 | Sandero Stepway II                | Sandero Stepway II                | Sandero Stepway II                | Sandero Stepway II                | Sandero Stepway II                | Sandero Stepway II                | Sandero Stepway II                | Sandero Stepway II                | Sandero Stepway III               | Sandero Stepway III               | Sandero Stepway III               | Sandero Stepway III               | Sandero Stepway III               |
| Compacte SUV                      |                                    |                                    |                                    |                                    |                                    |                                    |                                    |                                    |                                    |                                    |                                    |                                    |                                    |                                    |                                    |                                    |                                    |                                    |                                    |                                    |                                    |                                    |                                    |                                    |                                    |                                    |                                    |                                    |                                    |                                    |                                    |                                   |                                   |                                   |                                   |                                   |                                   |                                   |                                   |                                   |                                   |                                   | Duster I                          | Duster I                          | Duster I                          | Duster I                          | Duster I                          | Duster I                          | Duster I                          | Duster II                         | Duster II                         | Duster II                         | Duster II                         | Duster II                         | Duster II                         | Duster II                         | Duster III                        |
| Compacte MPV                      |                                    |                                    |                                    |                                    |                                    |                                    |                                    |                                    |                                    |                                    |                                    |                                    |                                    |                                    |                                    |                                    |                                    |                                    |                                    |                                    |                                    |                                    |                                    |                                    |                                    |                                    |                                    |                                    |                                    |                                    |                                    |                                   |                                   |                                   |                                   |                                   |                                   |                                   | Logan MCV                         | Logan MCV                         | Logan MCV                         | Logan MCV                         | Logan MCV                         | Logan MCV                         | Lodgy                             | Lodgy                             | Lodgy                             | Lodgy                             | Lodgy                             | Lodgy                             | Lodgy                             | Lodgy                             | Lodgy                             | Lodgy                             | Jogger                            | Jogger                            | Jogger                            |
| Ludospace                         |                                    |                                    |                                    |                                    |                                    |                                    |                                    |                                    |                                    |                                    |                                    |                                    |                                    |                                    |                                    |                                    |                                    |                                    |                                    |                                    |                                    |                                    |                                    |                                    |                                    |                                    |                                    |                                    |                                    |                                    |                                    |                                   |                                   |                                   |                                   |                                   |                                   |                                   |                                   |                                   |                                   |                                   |                                   |                                   | Dokker                            | Dokker                            | Dokker                            | Dokker                            | Dokker                            | Dokker                            | Dokker                            | Dokker                            | Dokker                            | Dokker                            |                                   |                                   |                                   |
| Pick-up                           |                                    |                                    |                                    |                                    |                                    |                                    |                                    | 1302                               | 1302                               | 1302                               | 1302                               | 1302                               | 1302                               | 1302                               | 1304/1305 Pick-Up                  | 1304/1305 Pick-Up                  | 1304/1305 Pick-Up                  | 1304/1305 Pick-Up                  | 1304/1305 Pick-Up                  | 1304/1305 Pick-Up                  | 1304/1305 Pick-Up                  | 1304/1305 Pick-Up                  | 1304/1305 Pick-Up                  | 1304/1305 Pick-Up                  | 1304/1305 Pick-Up                  | 1304/1305 Pick-Up                  | 1304/1305 Pick-Up                  | 1304/1305 Pick-Up                  | 1304/1305 Pick-Up                  | 1304/1305 Pick-Up                  | 1304/1305 Pick-Up                  | 1304/1305 Pick-Up                 | 1304/1305 Pick-Up                 | 1304/1305 Pick-Up                 | 1304/1305 Pick-Up                 | 1304/1305 Pick-Up                 | 1304/1305 Pick-Up                 | 1304/1305 Pick-Up                 | 1304/1305 Pick-Up                 | Logan Pick-Up                     | Logan Pick-Up                     | Logan Pick-Up                     | Logan Pick-Up                     | Logan Pick-Up                     | Logan Pick-Up                     |                                   |                                   |                                   |                                   |                                   |                                   |                                   | Duster Pick-Up                    | Duster Pick-Up                    | Duster Pick-Up                    | Duster Pick-Up                    | Duster Pick-Up                    |
| Pick-up                           |                                    |                                    |                                    |                                    |                                    |                                    |                                    |                                    |                                    |                                    |                                    |                                    |                                    |                                    |                                    |                                    |                                    |                                    |                                    |                                    |                                    |                                    |                                    | 1307/1309                          |                                    |                                    |                                    |                                    |                                    |                                    |                                    |                                   |                                   |                                   |                                   |                                   |                                   |                                   |                                   |                                   |                                   |                                   |                                   |                                   |                                   |                                   |                                   |                                   |                                   |                                   |                                   |                                   |                                   |                                   |                                   |                                   |                                   |
| Bestelwagen                       |                                    |                                    |                                    |                                    |                                    |                                    |                                    | D6                                 | D6                                 | D6                                 | D6                                 |                                    |                                    |                                    |                                    |                                    |                                    |                                    |                                    |                                    |                                    |                                    |                                    |                                    |                                    |                                    |                                    |                                    |                                    |                                    |                                    |                                   |                                   |                                   |                                   |                                   |                                   |                                   |                                   | Logan Van                         | Logan Van                         | Logan Van                         | Logan Van                         | Logan Van                         | Dokker Van                        | Dokker Van                        | Dokker Van                        | Dokker Van                        | Dokker Van                        | Dokker Van                        | Dokker Van                        | Dokker Van                        | Dokker Van                        | Dokker Van                        |                                   |                                   |                                   |
| Eigenaar                          | UAP (Uzina de Autoturisme Pitești) | UAP (Uzina de Autoturisme Pitești) | UAP (Uzina de Autoturisme Pitești) | UAP (Uzina de Autoturisme Pitești) | UAP (Uzina de Autoturisme Pitești) | UAP (Uzina de Autoturisme Pitești) | UAP (Uzina de Autoturisme Pitești) | UAP (Uzina de Autoturisme Pitești) | UAP (Uzina de Autoturisme Pitești) | UAP (Uzina de Autoturisme Pitești) | UAP (Uzina de Autoturisme Pitești) | UAP (Uzina de Autoturisme Pitești) | UAP (Uzina de Autoturisme Pitești) | UAP (Uzina de Autoturisme Pitești) | UAP (Uzina de Autoturisme Pitești) | UAP (Uzina de Autoturisme Pitești) | UAP (Uzina de Autoturisme Pitești) | UAP (Uzina de Autoturisme Pitești) | UAP (Uzina de Autoturisme Pitești) | UAP (Uzina de Autoturisme Pitești) | UAP (Uzina de Autoturisme Pitești) | UAP (Uzina de Autoturisme Pitești) | UAP (Uzina de Autoturisme Pitești) | UAP (Uzina de Autoturisme Pitești) | UAP (Uzina de Autoturisme Pitești) | UAP (Uzina de Autoturisme Pitești) | UAP (Uzina de Autoturisme Pitești) | UAP (Uzina de Autoturisme Pitești) | UAP (Uzina de Autoturisme Pitești) | UAP (Uzina de Autoturisme Pitești) | UAP (Uzina de Autoturisme Pitești) | Renault                           | Renault                           | Renault                           | Renault                           | Renault                           | Renault                           | Renault                           | Renault                           | Renault                           | Renault                           | Renault                           | Renault                           | Renault                           | Renault                           | Renault                           | Renault                           | Renault                           | Renault                           | Renault                           | Renault                           | Renault                           | Renault                           | Renault                           | Renault                           | Renault                           | Renault                           |